# Cat Stevens
Pour les articles homonymes, voir Stevens et Georgiou.
 (octobre 2008).
Si vous disposez d'ouvrages ou d'articles de référence ou si vous connaissez des sites web de qualité traitant du thème abordé ici, merci de compléter l'article en donnant les références utiles à sa vérifiabilité et en les liant à la section « Notes et références ».
Steven Demetre Georgiou, dit Cat Stevens, est un chanteur, musicien (guitariste et claviériste) et auteur-compositeur-interprète britannique né le 21 juillet 1948 à Londres. Après avoir rencontré un grand succès dans les années 1970, il se convertit à la religion musulmane en décembre 1977 et prend le nom de Yusuf Islam. Il abandonne la musique pour se consacrer à diverses causes philanthropiques. Toutefois, il revient à la musique dans les années 1990 et entame, en 2010, une tournée internationale sous le nom de Yusuf/Cat Stevens.

## Biographie

### Carrière musicale
Steven Demetre Georgiou naît le 21 juillet 1948 à Marylebone à Londres d’un père grec chypriote et d’une mère suédoise. Il fait ses études dans une école catholique ; il en garde ensuite un fort mysticisme. Son père Stavros George (1900-1978) et sa mère Ingrid Wickman (1915-1989) dirigent un restaurant, et la famille vit au-dessus de l'établissement. Steven a un frère et une sœur aînés : David et Anita. Sous l’influence de ses parents, il pratique très tôt la musique, tout d’abord le piano, puis la guitare. À 16 ans, il joue le soir dans les bars, où il se fait connaître, et à 17 ans il entre dans une école d’arts graphiques[réf. nécessaire].
À 18 ans, il se présente chez le producteur Mike Hurst qui lui demande de voir ses compositions. Immédiatement conquis, Hurst veut connaître son nom[réf. nécessaire], il répond alors : « My name is Steven but they call me Cat » (en français : « mon nom est Steven mais on m’appelle Chat ») ; ce surnom lui aurait été donné par une fille parce qu’elle trouvait qu’il avait des yeux de chat. C’est à partir de ce moment qu’il est connu sous le nom de « Cat Stevens »[réf. nécessaire].
Dès 1966, il publie un grand nombre de chansons. Il connaît rapidement le succès et la célébrité avec son premier titre, I Love My Dog. Il sort en 1967 son premier album Matthew and Son, avec les chansons Here Comes My Baby et Portobello Road écrite avec l'aide de Kim Fowley. L’album New Masters, sorti la même année, contient la chanson The First Cut Is the Deepest, dont P. P. Arnold fait un tube[réf. nécessaire].
La carrière de Cat Stevens est interrompue en 1969 lorsqu'il contracte la tuberculose qui l'oblige à une convalescence de plus d'un an : cette maladie exerce sur lui une influence durable en le dirigeant vers ses premières réflexions existentielles et métaphysiques. Il signe un contrat chez Island Records en 1970 et multiplie les succès, avec notamment Sad Lisa, Wild World ou Lady D'Arbanville, écrites en hommage à sa petite amie du moment, l'actrice Patti D'Arbanville. Sur son album «retour», d’après sa convalescence, Mona Bone Jakon sorti en 1970, on trouve Peter Gabriel à la flûte sur la chanson Katmandu. Puis sur l'album à succès, Teaser and the Firecat publié en 1971, Rick Wakeman fait une brillante exécution au piano sur Morning Has Broken qui est une chanson traditionnelle sur un poème d’Eleanor Farjeon. En 1971, il compose l’intégralité de la bande originale du film Harold et Maude de Hal Ashby, qui compte des chansons telles que Don't Be Shy, Trouble ou encore If You Want to Sing Out. En douze ans de carrière, de 1966 à 1978, il vend environ 60 millions d'albums[réf. nécessaire].

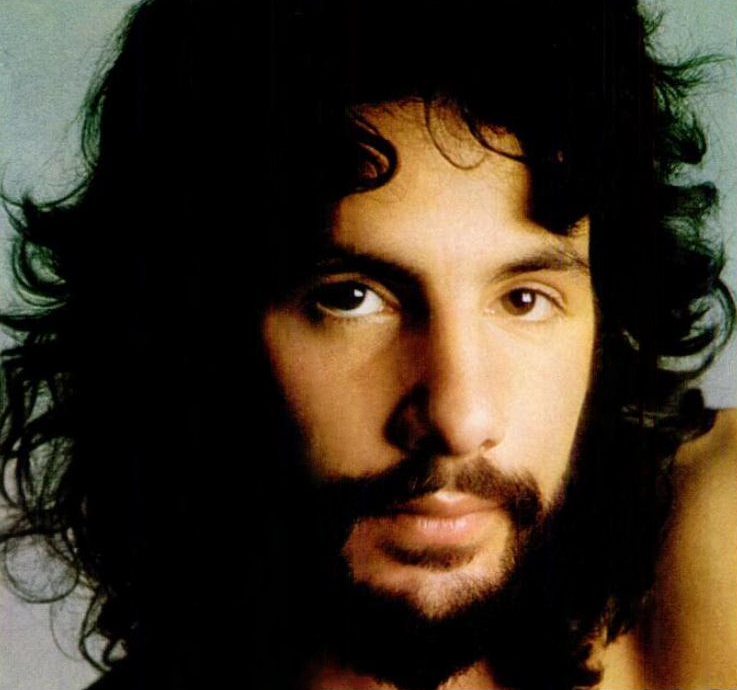
Cat Stevens en 1972.

En 1978, après être devenu musulman, il abandonne sa vie de chanteur. Il explique cette éclipse quelques années plus tard : « Je voulais en finir avec la vie de popstar. Je voulais apprendre, étudier, vivre et profiter d’une liberté que je n’avais jamais connue auparavant. » L'islam aurait aussi joué un rôle important dans sa décision d'arrêter la musique, suivant les conseils de conservateurs prônant que l'islam interdit les instruments de musique.
Plus de deux décennies après avoir abandonné sa vie d’artiste populaire, Cat Stevens reprend le chemin de la musique en 2001 : après que son fils eut amené une guitare chez lui, Cat Stevens se remet à jouer comme si « c'était la première fois ». Le chanteur britannique décrit ainsi une sorte de révélation : « J'ai réalisé qu'il n'y avait pas de contradiction entre mon passé et mon présent. L'inspiration est revenue. » Sur la lancée de cette redécouverte, il enregistre en 2006 un nouvel album qui vise à favoriser la compréhension entre les musulmans et l’Occident.
En 2001, chacun de ses albums Catch Bull at Four (1972) et Buddha and the Chocolate Box (1974) avaient cumulé des ventes de plus d’un million d’exemplaires aux États-Unis, Tea for the Tillerman (1970) et Teaser and the Firecat (1971) de plus de trois millions.

### Conversion à l'islam
Alors qu'il a une vingtaine d'années, Stevens, nageant seul à Malibu, Californie, est emporté vers le large par un fort courant. Se voyant perdu, il dit alors « God, if you help me, I’ll work for you » (« Mon Dieu, si vous m'aidez, je travaillerai pour vous »). Au moment où il prononce ces mots, une vague le repousse vers le rivage. S'estimant miraculeusement sauvé, il se met en devoir d'honorer sa promesse et entame une recherche spirituelle. Au début des années 1970, il s'intéresse au zen et au livre chinois Yi Jing, à la numérologie, au tarot et à l'astrologie. Il se tourne également vers la Bible.
Son frère, David, qui visite Jérusalem et qui connaît l'intérêt de Steven pour les religions, lui en rapporte une traduction du Coran. Cat Stevens se met alors à lire beaucoup sur l'islam et en devient définitivement convaincu : « Je réalisai alors que celle-ci était la vraie religion ». Il se tourne entièrement vers l'islam, choisit de renoncer à sa vie d’artiste folk et prend le pseudonyme de Yusuf Islam en décembre 1977. Il épouse Fauzia Mubarak Ali le 7 septembre 1979 à Londres à la mosquée de Regent's Park. Il vit ensuite au Royaume-Uni avec sa femme, ses filles et son fils. Il participe à des mouvements musulmans (il fonde une association d’aide aux musulmans) et continue à chanter principalement des chansons religieuses (anasheed), ainsi que pour des opérations caritatives (comme à l’occasion du tsunami de 2004). Sa conversion l’amène à se poser la question de la compatibilité de la profession musicale avec la pratique rigoureuse de l’islam. C'est pourquoi, pendant une longue période, il cesse de chanter des chansons qui ne sont pas religieuses[réf. nécessaire].
De 1989 à 2006, plusieurs controverses médiatisées l'obligent à se défendre contre l'accusation d'avoir une pratique radicale de l'islam. Il dit clairement à une journaliste qui l'interroge lors d'une émission de télévision, qu'il est pour la mort de Salman Rushdie et qu'il soutient cette fatwa iranienne. L'entrée aux États-Unis lui est refusée en 2004 car son nom est sur la liste noire de ce pays, ceci dans la période de restriction qui suit les attentats du 11 septembre 2001. Après vérification, il s’avère qu'il s’agit d'un homonyme. Il y est de nouveau admis en 2006[réf. nécessaire].

### Maintien du lien avec la musique puis retour professionnel

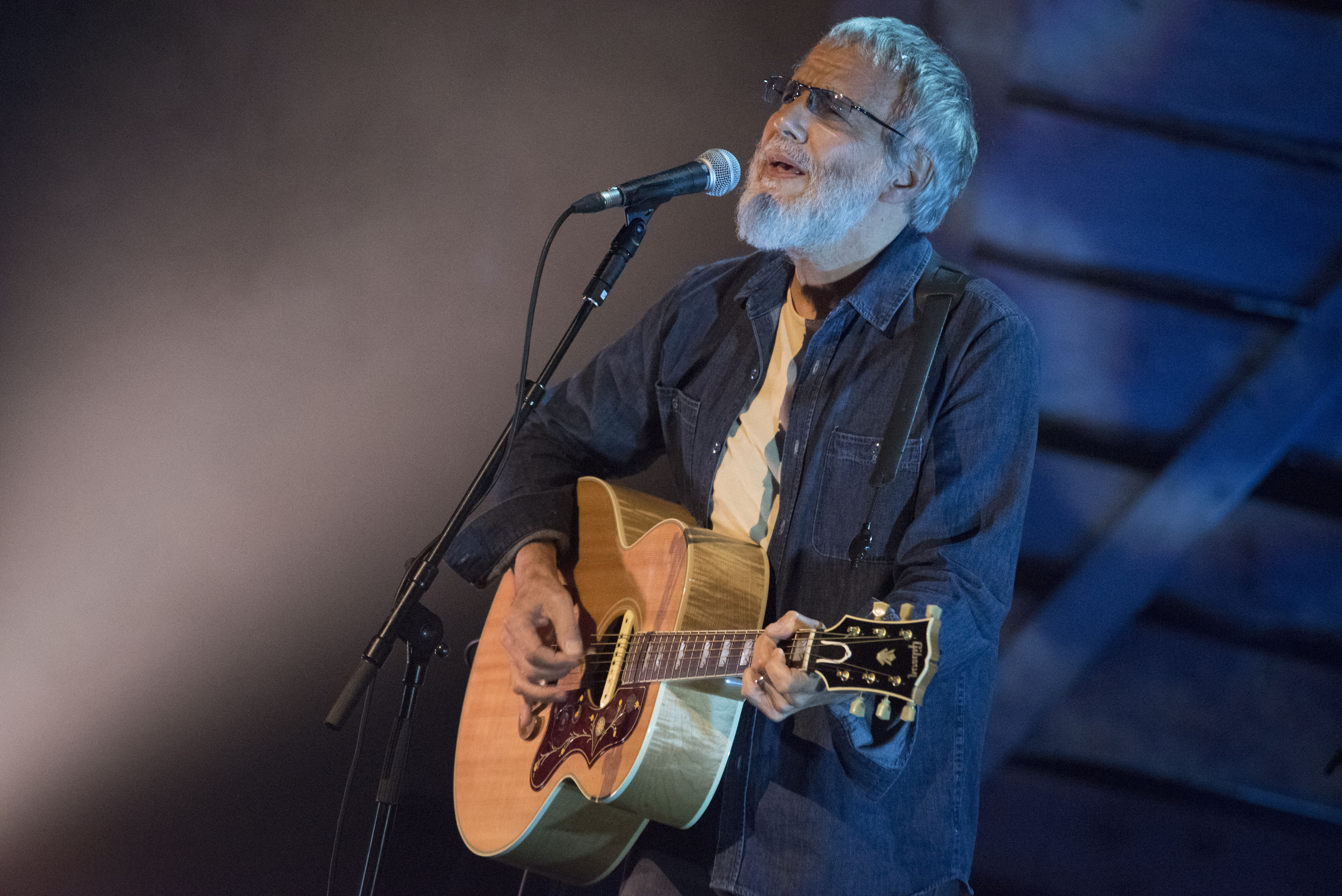
Yusuf Islam en 2015.

Cat Stevens se remet à la musique à partir des années 1990, mais en se limitant au domaine religieux. En 1995, il sort un premier album sous le nom de Yusuf Islam : The Life of the Last Prophet (en). Il sort en 2000 un album pour enfants, A Is for Allah[réf. nécessaire].
Six ans plus tard paraît An Other Cup, son premier album pop depuis 1978, suivi de Roadsinger en 2009[réf. nécessaire].
À l'occasion des révolutions dans les pays arabes, Yusuf Islam écrit une chanson en hommage aux insurgés (My People). Cette chanson, mise gratuitement en ligne, créée grâce au concours de milliers d'internautes qui, sur Facebook, ont posté leur enregistrement du refrain, contributions ensuite intégrées à l'enregistrement final de la chanson, représente « un message adressé au monde »[réf. nécessaire].
En 2014, il est intronisé au Rock And Roll Hall Of Fame lors d'une cérémonie le 10 avril, en même temps que les groupes Nirvana et Kiss et que l'ex-chanteur de Genesis, Peter Gabriel lequel a d'ailleurs joué de la flûte traversière sur son album Mona Bone Jakon publié en 1970, sur la chanson Katmandou. 

### Soutien à la Palestine
Durant la guerre à Gaza de 2023-2025, il prend position en faveur de la Palestine et d’un cessez-le-feu.

## Discographie

### Sous le nom de Cat Stevens

#### Albums
- 1967 : Matthew and Son - Avec John Paul Jones et Nicky Hopkins.
- 1967 : New Masters
- 1970 : Mona Bone Jakon - Avec Peter Gabriel
- 1970 : Tea for the Tillerman
- 1971 : Teaser and the Firecat - Avec Rick Wakeman
- 1972 : Catch Bull at Four
- 1973 : Foreigner
- 1974 : Buddha and the Chocolate Box
- 1974 : Saturnight (en concert, enregistré en 1974)
- 1975 : Numbers
- 1977 : Izitso
- 1978 : Back to Earth
- 2004 : Majikat (en concert, enregistré en 1976)

#### Singles
- 1967 : Matthew and Son / I Love My Dog / A Bad Night / The Laughing Apple
- 1967 : I’m Gonna Get Me a Gun
- 1967 : A Bad Night
- 1967 : Kitty
- 1967 : The First Cut Is the Deepest
- 1968 : Lovely City (When Do You Laugh?)
- 1968 : Here Comes My Wife / It’s a Super (Dupa) Life / I’m Gonna Get Me a Gun / School Is Out
- 1969 : Where Are You / The View from the Top / Time-Fill My Eyes
- 1970 : Lady D'Arbanville / Wild World / Rubylove / Longer Boats
- 1970 : Moonshadow / Father and Son
- 1971 : Sad Lisa
- 1971 : Tuesday’s Dead / Miles from Nowhere
- 1971 : Tuesday’s Dead
- 1971 : Peace Train / Where Do the Children Play? / Morning Has Broken / Glad I’m Alive
- 1972 : Can’t Keep It In
- 1972 : Sitting / Crab Dance - Can’t Keep It In / Crab Dance
- 1973 : The Hurt / Silent Sunlight / Oh Very Young / 100 I Dream
- 1974 : Oh Very Young / 100 I Dream
- 1974 : Another Saturday Night
- 1974 : Ready
- 1975 : Two Fine People / A Bad Penny
- 1976 : Banapple Gas / Ghost Town Banapple Gas / Ghost Town
- 1976 : Land O’ Freelove and Goodbye
- 1977 : (Remember the Days of the) Old Schoolyard
- 1977 : Was Dog a Doughnut
- 1979 : Bad Brakes
- 1979 : Last Love Song
- 1979 : Randy

### Sous le nom de Yusuf Islam

#### Albums studio
- 1995 : The Life of the Last Prophet
- 2006 : An Other Cup
- 2009 : Roadsinger
- 2014 : Tell 'Em I'm Gone
- 2017 : The Laughing Apple
- 2020 : Tea for the Tillerman 2 (Ré-enregistrement 2020 de l'album sorti en 1970 pour son 50e anniversaire)
- 2023 : King of a Land

#### Singles
- 1995 : The Life of the Last Prophet
- 1998 : I Have No Cannons that Roar
- 1999 : Prayers of the Last Prophet
- 2000 : A Is for Allah
- 2001 : Bismillah
- 2002 : In Praise of the Last Prophet
- 2003 : I Look I See
- 2003 : Night of Remembrance
- 2005 : Indian Ocean
- 2006 : Footsteps in the Light
- 2008 : I Look, I See 2
- 2017 : The Laughing Apple

## Livres
- La vie du dernier prophète (trad. Tariq Ramadan et son épouse Iman), Editions Tawhid, 2004, 60 p.
- Daniel Lesueur et Dominique Grandfils, Cat Stevens le phénix. Un artiste, trois (?) vies, Camion Blanc, 2023, 316 p.